# Трудобеликовски
Трудобеликовски (рус. Трудобеликовский) насељено је место руралног типа (хутор) на југозападу европског дела Руске Федерације. Налази се у западном делу Краснодарске покрајине и административно припада њеном Красноармејском рејону.
Према подацима националне статистичке службе РФ за 2010, село је имало 9.393 становника.

## Географија
Село Трудобеликовско се налази у западном делу Краснодарске покрајине, односно на крајњем југозападу Кубањско-приазовске степе. Налази се на десној обали рукавца Протоке (највећег рукавца реке Кубања), насупрот града Славјанска на Кубану. Село се налази на око 74 км северозападно од покрајинског административног центра, града Краснодара, односно на око 11 км западно од рејонског центра, станице Полтавскаје. надморска висина насеља је око 5 метара.
Кроз село пролази деоница аутопута М25 Краснодар−Славјанс на Кубану−Темрјук−Керч.

## Историја
По налогу кримског хана Гази II Гиреја је на месту савременог села 1608. основано утврђење Копил, које се од 1747. назива Ески Копил или Стари Копил. У граду се налазила и резиденција сераскера који је управљао локалним кубањским народима. Град и тврђаву су 1736. разорили донски козаци и Калмици. На месту некадашње тврђаве је у пролеће 1778. подигнуто утврђење Благовешченско (налог за градњу утврђења дао је лично генерал Суворов).
Године 1890. је око утврђења никло насеље које је добило име Протоцки (рус. Протоцкий). У септембру 1920. село мења име у Труди Белика (рус. Труды Белика), а нешто касније добија садашњи назив.

## Демографија
Према подацима са пописа становништва 2010. у селу је живело 9.393 становника.
| 1989. | 2002. | 2010. |
| ----- | ----- | ----- |
| [ 2 ] | 8.898 | 9.393 |